# Parc historique national des Nez-Percés
Le parc historique national des Nez-Percés (Nez Perce National Historical Park) est un parc historique national des États-Unis comprenant 38 sites situés dans les États de l'Idaho, du Montana, de l'Oregon et du Washington, et qui incluent une partie des terres ancestrales des Nez-Percés. Les sites sont étroitement liés à la poursuite des Nez-Percés de 1877 lorsque plusieurs groupes de Nez-Percés menés entre autres par Chef Joseph ont tenté de rejoindre le Canada, pourchassés par la cavalerie américaine.

## Sites

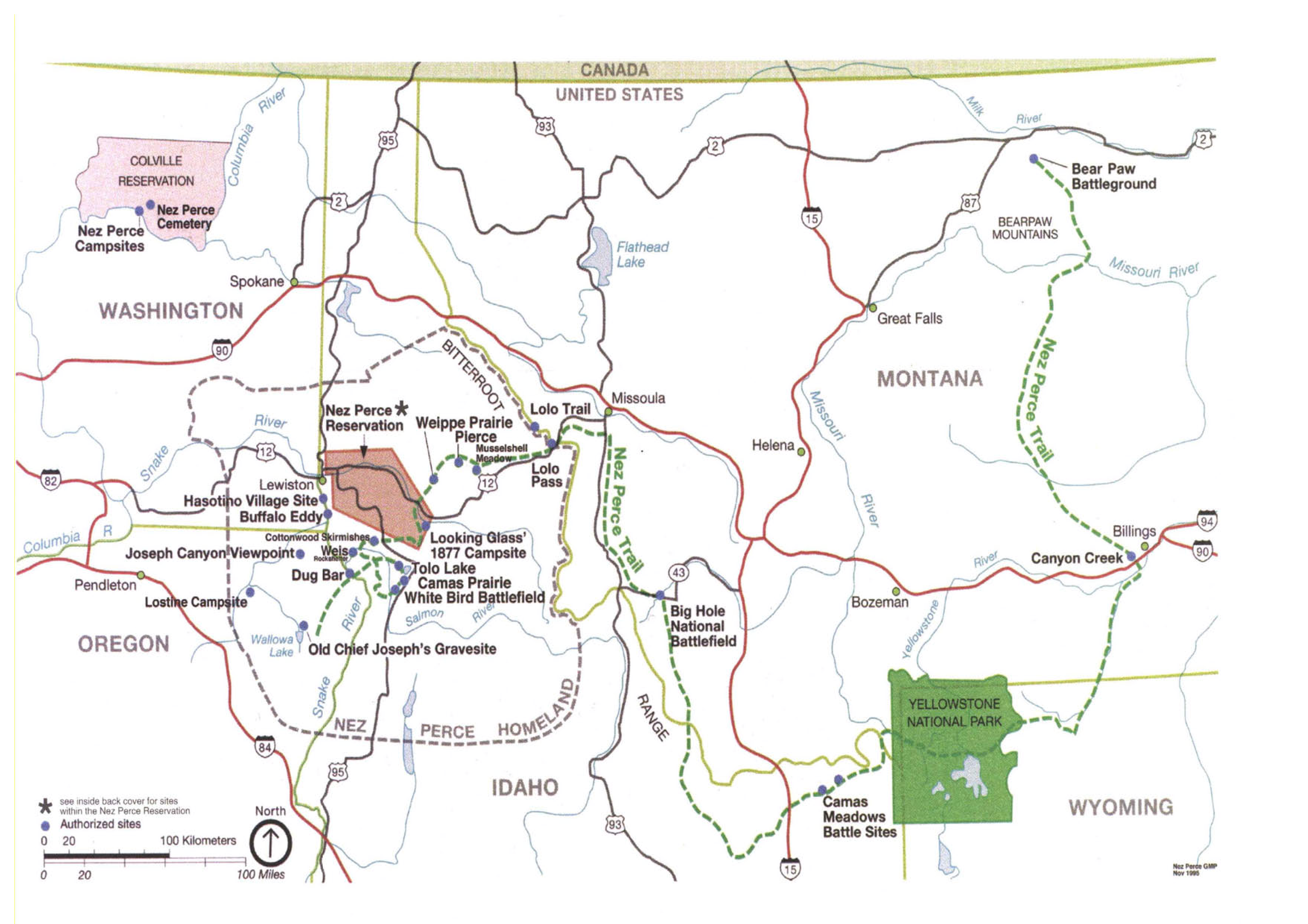
Carte des sites préservés au sein du parc.